# Belén (Tumbes)
Belén es una localidad peruana ubicada en el distrito de Pampas de Hospital, perteneciente a la provincia y el departamento de Tumbes, al norte del Perú. 

## Ubicación
Belén se ubica al norte de la provincia de Tumbes, en el distrito de Pampas de Hospital, en el departamento de Tumbes.

## Demografía
En 2017 Belén tenía una población de 35 habitantes.
| Gráfica de evolución demográfica de Belén entre 1993 y 2017 |
|                                                             |
| Fuentes: Población 1993 y 2017                              |